# Cotam Unité
Dimensions
COTAM est l'acronyme qui désignait le Commandement du transport aérien militaire. Ce commandement ne porte plus ce nom, mais l'indicatif radio a été gardé. 
Depuis novembre 2010, la flotte présidentielle comprend un Airbus A330-200 réaménagé et spécialement équipé pour que le président et son équipe puissent se déplacer de façon souple.
La flotte présidentielle comprend aussi des Falcon 7X acquis en 2009 et 2010. Ils sont utilisés en avions de secours, lors de vols court-courriers, moyen-courriers ou long-courrier (déplacements en France métropolitaine, en Europe ou dans le reste du monde), ou bien lorsque le président a besoin de se déplacer dans des endroits où les pistes sont trop courtes pour accueillir l'Airbus A330. Ils servent aussi pour le Premier ministre, les membres du cabinet présidentiel ou certains membres du gouvernement.
Cette flotte présidentielle est entretenue par l'Escadron de transport 60. Cette unité de l'Armée de l'air est implantée sur la base aérienne 107 à Villacoublay, dans les Yvelines, à une vingtaine de kilomètres au sud-ouest de Paris et du palais de l'Élysée.
Les vols sont identifiés sous l'indicatif COTAM « 0xxx ». COTAM 0001 (« COTAM Unité ») est réservé au président de la République, et COTAM 0002 (« COTAM Deux ») au Premier ministre. Ensuite, les numéros sont attribués suivant le protocole donné par l'Élysée.   

## Anciens appareils

### Vols «historiques»

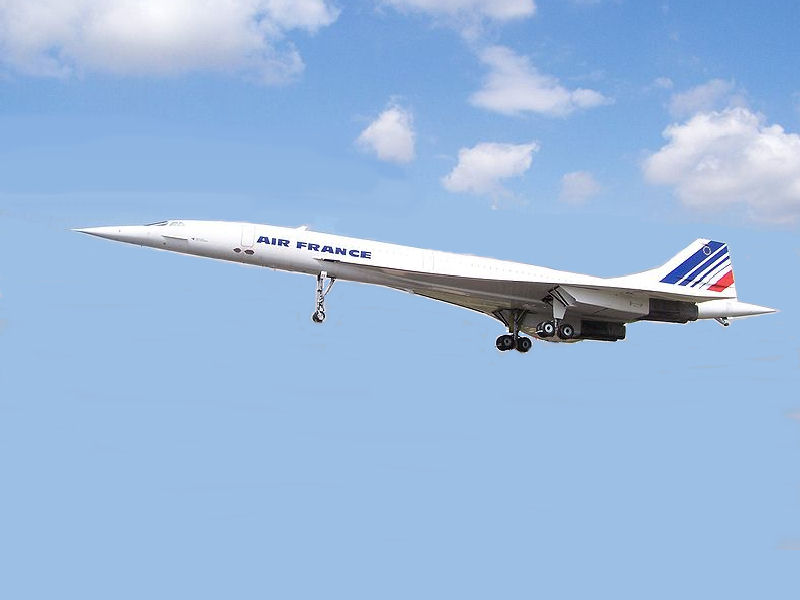
Le Concorde, appareil utilisé pour les voyages présidentiels de François Mitterrand.

Vincent Auriol est le premier président de la République française à avoir utilisé l'avion dans l'exercice de ses fonctions, et ce lors d'un déplacement dans les territoires d'outre-mer en 1947. 
Le 7 mai 1971, le Concorde 001 emporte le président de la République, Georges Pompidou, de Brétigny-sur-Orge à Toulouse. C’est la première fois qu’un chef d’État utilise un prototype pour effectuer un voyage officiel. Durant ce vol, le Président Pompidou donne une interview en direct au micro de l’ORTF, dans laquelle il a dit : « Je suis frappé par la stabilité de l’appareil à plus de deux mille kilomètres à l’heure. Je ne m’en apercevrais même pas, tant le vol est calme, doux et silencieux, si je ne voyais pas les côtes de France au loin, qui défilent devant nous à une vitesse extraordinaire. À tout le personnel de l’Aérospatiale, des ingénieurs aux techniciens et à tous les travailleurs, je voudrais dire, pour la joie qu’ils me donnent aujourd’hui, de tout cœur merci ». Cependant, c'était Valéry Giscard d'Estaing qui fut le premier passager admis sur le prototype piloté par André Turcat, en tant que ministre des Finances, le 29 novembre 1969. 
De 1981 à 1995, après un voyage du président de la République, François Mitterrand, en Chine avec l'avion supersonique, tous les voyages présidentiels lointains ont été effectués en Concorde. Celui-ci était aménagé en bureau et chambres à coucher dans la cabine avant, la cabine arrière étant réservée aux invités. Une photocopieuse et un fax étaient installés en cabine arrière. En décembre 1984, le président François Mitterrand mobilisa sept appareils dont deux Concorde, afin de s'en aller au Zaïre et au Burundi. La même configuration fut mise en place lors du déplacement en Arménie.  
Jacques Chirac aussi, passionné par cet appareil, effectua en qualité de Premier ministre, du 16 au 18 septembre 1987 un véritable marathon supersonique de 47 846 km en 26 h 32, passant par Pointe-à-Pitre, Lima, Hao et Nouméa.  
Le plus souvent, l'indicatif radio utilisé pour les vols supersoniques présidentiels était : AF 100F.
De même, un système de cryptographie des communications dites « sensibles » était installé avec un téléphone vers le bureau du président. Un pilote spécialiste radio était embarqué pour s’occuper des communications présidentielles. En outre, un second Concorde faisait partie du dispositif aérien et était prêt à accueillir le Président de la République, en cas de défaillance technique du premier.
Lors d'une visite du site spatial de Kourou en Guyane, le 12 septembre 1985, l'avion présidentiel connut une avarie : après deux demi-tours au sol pour des problèmes de train avant, François Mitterrand dut changer d'appareil. Par ailleurs, ce jour-là, le lancement d'Ariane 3, objet de la présence du président, est un échec et la fusée dut être détruite pour mauvaise trajectoire. Après de longues recherches, Gaby Aupetit, responsable de l'entretien, trouva la cause de cette panne, avant que ne soient connus les problèmes provoqués par l'utilisation des téléphones portables dans la cabine. Il s'agissait d'une interférence entre le circuit de freinage et l'émetteur radio utilisé pour transmettre à l'Élysée, dès le début du roulage, le message sibyllin « la porte de l'avion est fermée », signifiant que le président a quitté la France. Le problème d'interférence fut résolu par le remplacement d'un transistor dans l'émetteur radio.

### Les Airbus A319 CJ (2002-2010)
Dimensions
En 2000, en pleine période de cohabitation, le président Jacques Chirac et le Premier ministre Lionel Jospin, politiquement antagonistes, demandent l'acquisition de deux appareils afin de rajeunir la flotte gouvernementale officielle et pallier la future absence du Concorde : des Airbus A319 CJ. Baptisés officieusement Chirac et Jospin par les militaires de Villacoublay chargés de les mettre en œuvre, ils entrent en fonction le 15 mars 2002, à l’occasion du sommet européen de Barcelone. De retour à un système de fait majoritaire après juin 2002, le Président en utilise un pour les longs voyages. Le second, quant à lui, est utilisé comme avion de secours, lors de vols court-courriers, moyen-courriers ou long-courriers. Les deux appareils sont immatriculés, respectivement, F-RBFA (cn 1484) et F-RBFB (cn 1556).

#### Aménagement intérieur des appareils
Les deux A319 CJ comprennent à l'avant un espace privé pour le Président ou tout autre membre du gouvernement, composé en particulier d'une chambre, d'un salon-bureau et d'un cabinet de toilette privé. À l'arrière de l’appareil se trouve un espace d’une quarantaine de places pour les collaborateurs et invités. 

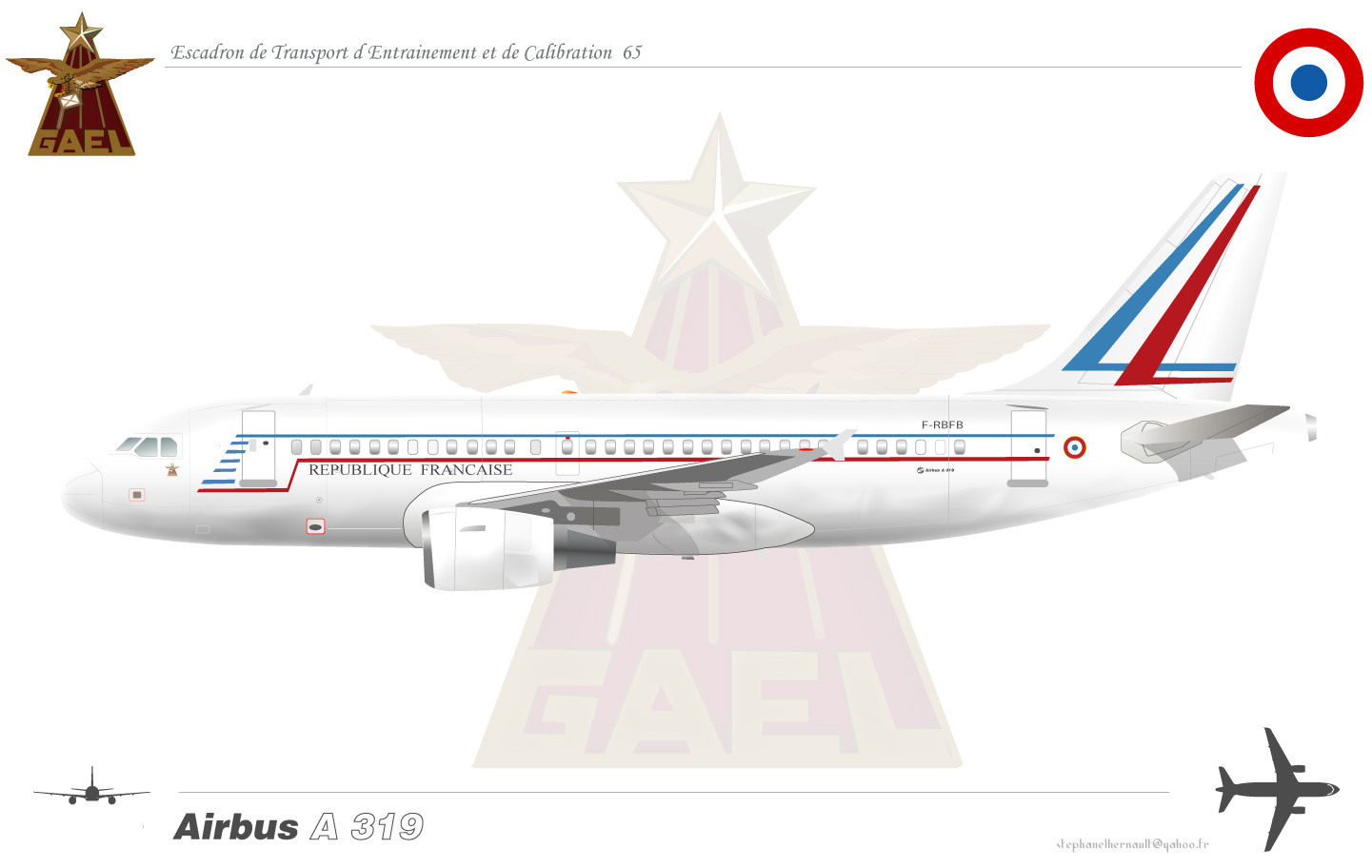
Croquis du F-RBFB, utilisé comme avion de secours à l'avion présidentiel principal entre 2002 et 2010.

Comprenant à l'origine un fax, chaque appareil se voit doté d’équipements de communication comme le téléphone après les attentats du 11 septembre 2001. Une amélioration de l’autonomie de l’appareil est prévue, notamment par la soute qui peut recevoir des réservoirs de carburant supplémentaires.

#### Peinture
Les deux Airbus A319 CJ arborent la même livrée que les autres appareils composant la flotte gouvernementale, qu'il s'agisse des avions mis à la disposition des membres de l'exécutif (Falcon 900 ou Falcon 50) ou ceux utilisés exclusivement par les militaires dans le cadre de transports stratégiques d'hommes et de matériel des différentes armées (Airbus A310 et Airbus A340).
Un liseré bleu et rouge est peint le long du fuselage, entourant les hublots, avant de s'agrandir au niveau de la porte principale empruntée par le président. Un liseré est également présent sur la dérive, de façon oblique et brisé. La cocarde tricolore, symbole de l'Armée de l'air, est présente à l'arrière de l'appareil, tout comme la mention « République française »,  à l'avant, proche de la porte principale et en dessous du liseré.

#### Problèmes techniques et revente
Le 25 mars 2009 dans le cadre d'un déplacement pour l'Afrique, peu avant le décollage et au moment du roulage, le réacteur gauche de l'A319 qui transportait le Président et quatre ministres a pris feu. Ces derniers ont alors dû être débarqués en urgence et attendre près d'une heure sur le tarmac de Villacoublay, avant de monter dans un autre avion de la flotte gouvernementale, .
À la suite de l'achat de nouveaux appareils, il a été décidé de revendre les deux A319 CJ. Le premier, F-RBFB, a été vendu au gouvernement sénégalais le 1er mars 2011 pour la somme de 32 millions d'euros, après une transaction conclue par Karim Wade, ministre d'État, de la Coopération et des Transports du Sénégal et fils du président Abdoulaye Wade.
L'appareil a été repeint aux couleurs de son nouveau pays d'accueil et baptisé la Pointe Sarène. Par la suite, il a été ré-immatriculé 6V-ONE.
Le second, F-RBFA, a été stocké un temps en attente de sa cession. Il aurait alors été localisé durant cette période à Genève le 2 mars 2011, par le réseau des utilisateurs de récepteurs de signaux radars ADS-B. L'avion a finalement été vendu par France Domaine à une société de Singapour, Genting Singapore PLC, spécialisée dans le tourisme et les casinos.

## Renouvellement de la flotte (depuis 2009)

### Les Falcon 7X

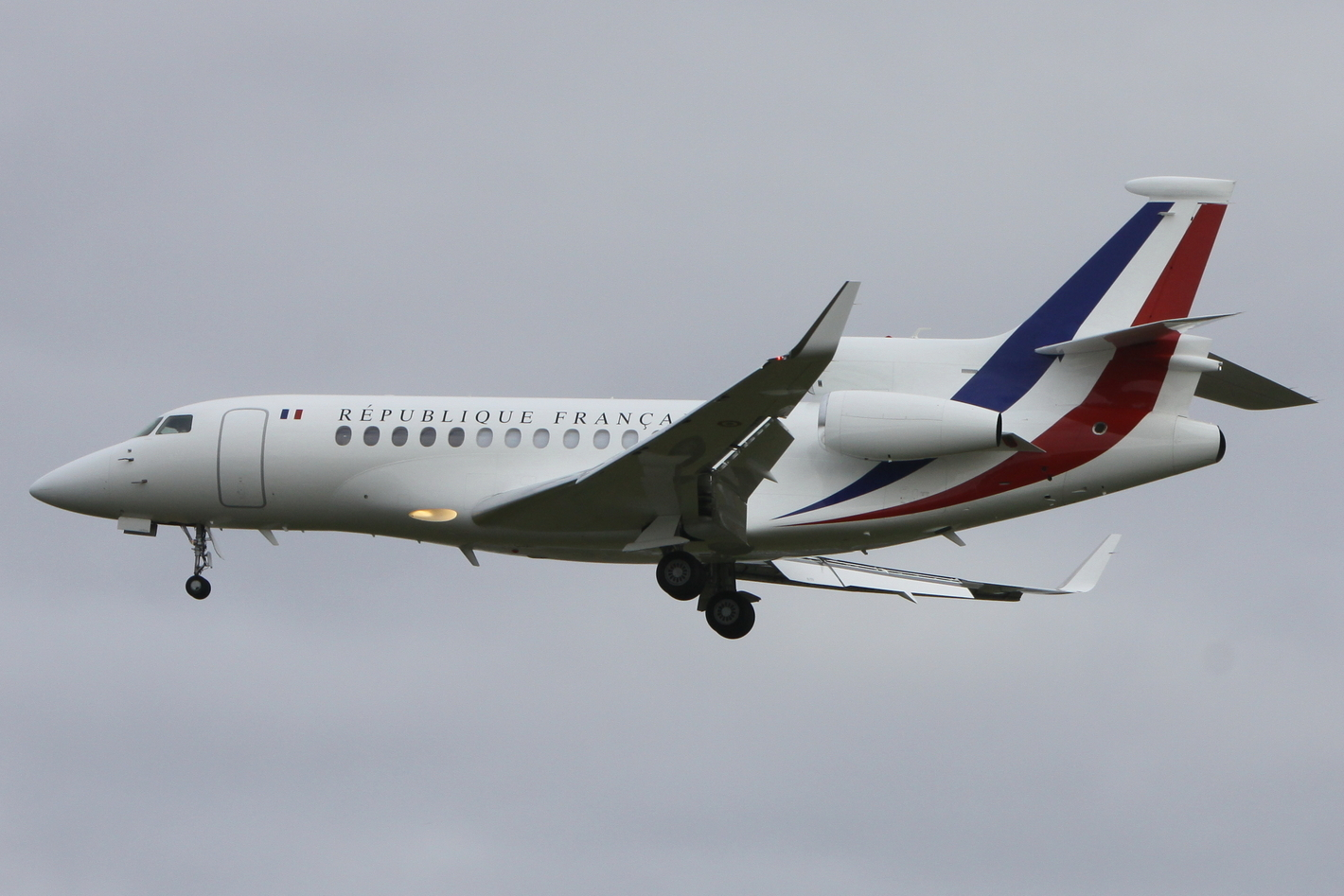
F-RAFB, un des deux Falcon 7X de l'escadron.

Depuis le 3 juillet 2009, l'escadron de transport présidentiel ETEC dispose d'un Dassault Falcon 7X, baptisé Carla One par les aviateurs de l'Armée de l'air, en référence à l'épouse de l'ex-président Carla Bruni-Sarkozy et à l'avion présidentiel américain Air Force One. Un second appareil identique a rejoint la flotte en mai 2010. Chaque appareil est estimé à 50 millions d'euros pièce. Ces avions sont immatriculés F-RAFA et F-RAFB.
Un des deux Falcon 7X sert d'avion de secours à l'appareil présidentiel principal (unique, contrairement aux deux A319 CJ), en cas de panne de ce dernier. Un second a pu être utilisé lorsque les pistes se sont révélées trop courtes pour accueillir l'avion.
Le 15 mai 2012, le jour même de son investiture, le Falcon du nouveau président, François Hollande, est touché par la foudre quelques minutes seulement après son décollage de la base de Villacoublay pour regagner Berlin ; l'avion fait alors demi-tour et le chef de l'État et son équipe sont obligés de prendre un avion de secours, un Falcon 900, le second Falcon 7x étant utilisé par une autre partie de sa délégation.
Le 3 février 2018, le Falcon 7X du président Macron percute le Pointe Sarène, l'avion présidentiel sénégalais, à l’aéroport de Saint-Louis au Sénégal. La collision n'a pas de conséquence pour l'avion sénégalais, en revanche le Falcon est abîmé et nécessite des réparations. La responsabilité de l'accident revient entièrement à l'équipage français.

### L'Airbus A330-200

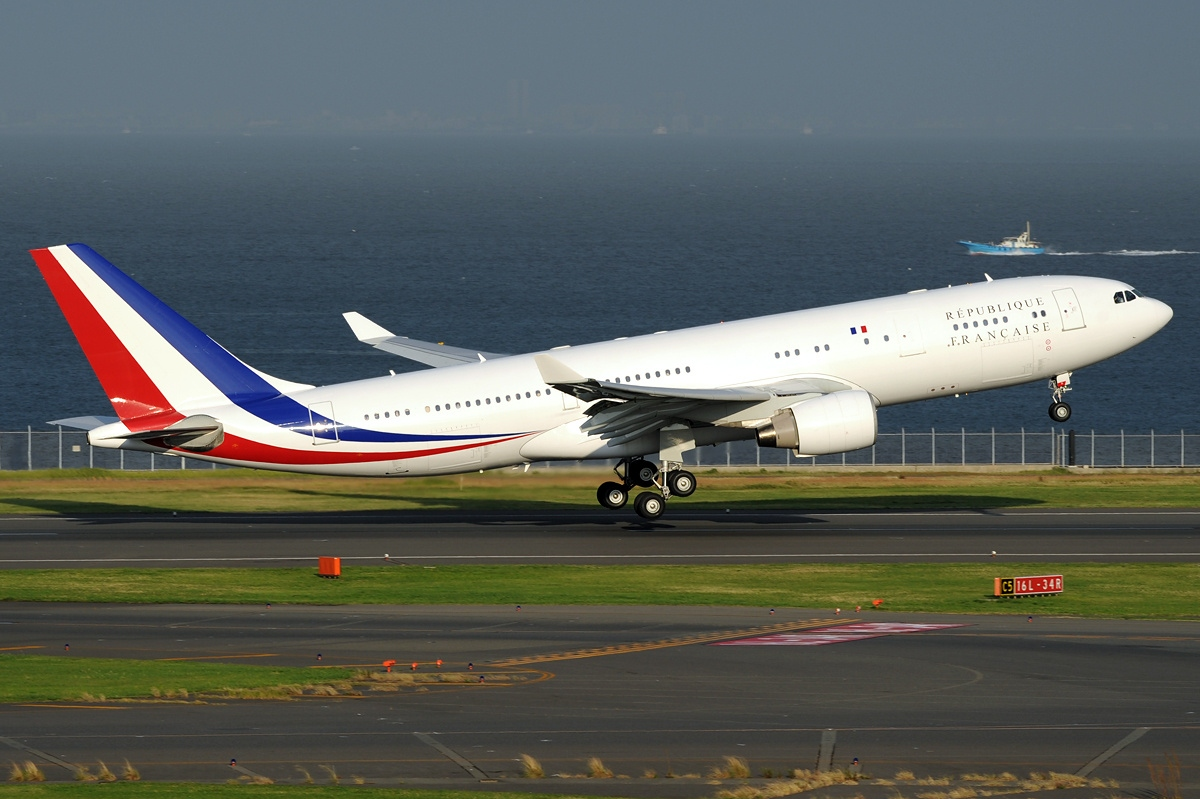
L'A330-200 F-RARF au décollage lors d'une visite officielle au Japon.

En même temps que le renouvellement de la flotte de l'ETEC, le ministère de la Défense, par l'intermédiaire de la DGA, a annoncé l'achat d'un nouvel appareil pour le transformer, en avion présidentiel, un « Air Force One » à la française, choix dont le but principal est une augmentation importante du rayon d'action permettant d'éviter les escales, point faible des A319 actuels. Cet appareil est un Airbus A330-200 de la compagnie Air Caraïbes qui dessert la Guadeloupe à partir de la métropole. Immatriculé à l'origine F-OPTP, il a été par la suite provisoirement réimmatriculé F-GRTP,  puis F-ZWUG lors des tests, avant son immatriculation finale, F-RARF, depuis son premier voyage officiel. 
Son exploitation est confiée à l'armée de l'air. Le coût de ce renouvellement, estimé à 176 millions d'euros (60 M€ au titre de l’achat de l’avion d’occasion et 91,5 M€ pour les modifications de la cabine) est pris en charge par le budget de la Défense. Son aménagement intérieur a été confié à une entreprise de la « Vallée Airbus », Plus 33, à Blagnac. 
Baptisé Air Sarko One par la presse, l'A330-200 a passé des tests techniques ainsi que de réception et transmission de communication à La Réunion, en Nouvelle-Calédonie, à Tahiti puis en Guyane (initialement en Martinique), à la fin du mois d'octobre 2010, afin de s'assurer des facilités de toute télécommunication, avec les liaisons et les transmissions de données à haut débit, lors de voyages de longue distance. 
Le nouvel appareil présidentiel entre en fonction le 11 novembre 2010, à l'occasion du déplacement de Nicolas Sarkozy à Séoul, en Corée du Sud, dans le cadre du 15e sommet du G20. Cet A330 n'a plus besoin d'une escale technique à Novossibirsk en Sibérie. La base de Villacoublay ne pouvant accueillir un appareil de cette dimension, et l'avion présidentiel ne pouvant rester dans la durée sur un aéroport civil par mesures de sécurité, l'A330-200 stationne en permanence à la base aérienne 105 à Évreux (Eure). Toutefois, le chef de l'État et les autres passagers y montent à bord depuis l'aéroport d'Orly.
Selon le mensuel Terra Eco, le Président de la République se classe au 6e rang des chefs d’État les plus émetteurs de dioxyde de carbone au monde, cumulant 2 900 tonnes équivalent CO2 émises en 2009. « S’il avait voyagé avec Air Sarko One dès cette année (2010), il aurait multiplié par 2,5 ses émissions de CO2. Ce qui l’aurait ramené en deuxième position de ce classement » .
Nouveau président oblige, l'avion est rebaptisé Air Hollande One par la presse, dans la continuité de l'ancien surnom,. François Hollande l'utilise pour la première fois le 18 mai 2012, à l'occasion de sa visite aux États-Unis dans le cadre du sommet du G8 à Camp David et du sommet de l'OTAN à Chicago.
Jusque-là connu de ses seuls occupants, mis à part des croquis supposés de son aménagement dévoilés dans la presse, l'intérieur de l'A330-200 est pour la première fois présenté aux Français, notamment sa salle de réunion et son centre-médical, dans un reportage du journal de 20 heures de TF1 et de France 2 le 14 octobre 2012,.
Dépourvu de dispositif antimissile sol-air à l'origine,, l'avion se voit doter d'un système de contre-mesures infrarouge lors d'une maintenance à Mérignac entre septembre et octobre 2016 ; ainsi, une caméra thermique, sous le fuselage, balaie en permanence le tour de l'avion à 360° couplé à un détecteur de départ de missile, un laser étant alors envoyé sur la tête du projectile afin de le faire dévier de sa trajectoire et le faire exploser loin de l'appareil présidentiel,,.
L'acquisition d'un A319neo est envisagé par le président Hollande à la suite d'une panne de l'A330-200 en février 2016 à Lima ; à son arrivée au pouvoir, Emmanuel Macron met le projet en pause avant de demander en novembre 2017 une étude approfondie des coûts et des contraintes des déplacements réalisés par les membres du gouvernement et lui-même. L'achat de l'appareil est estimé entre 130 et 150 millions d'euros,,.

#### Aménagement intérieur de l'A330-200

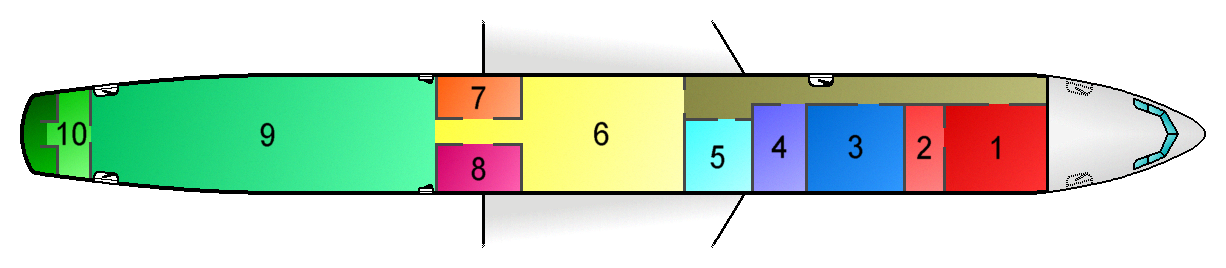
Croquis représentant l'aménagement intérieur de l'A330-200 présidentiel, tel que présenté dans divers médias.

Selon plusieurs sources,, concernant l'aménagement intérieur, l'avion présidentiel comprendrait (est indiqué entre parenthèses le numéro correspondant à la localisation du lieu sur le plan ci-contre) :  
- Un espace privé du président avec une chambre (composée entre autres d'un lit double et d'un dressing) (1) et d'une salle de bain (un cabinet de toilette et une douche) (2) ;
- Un bureau et salon présidentiel (3), composé d'un grand bureau et d'une table basse entourée de fauteuils ;
- Un espace secrétariat (4) ;
- Une cuisine (5) ;
- Une salle de réunion (6), insonorisée, comprenant une table de conférence pouvant accueillir 12 personnes ;
- Une salle de communication (7), où s'effectue la transmission de messages chiffrés, permettant ainsi au président de continuer à diriger le pays, désormais 24 heures sur 24 ;
- Un centre-médical (8), qualifiée de « mini salle d'opération », pouvant effectuer des interventions chirurgicales, en cas d'extrême urgence (l'avion servant aussi à rapatrier des blessés, lors de libération d'otage par exemple) ;
- Une cabine accompagnateurs (9), pouvant accueillir 60 personnes dont les ministres, les principaux collaborateurs, des grands patrons d'entreprise et/ou des journalistes ;
- Un carré économique (10), pouvant accueillir 12 personnes dont des collaborateurs secondaires et les membres de l'équipage.

### Peinture

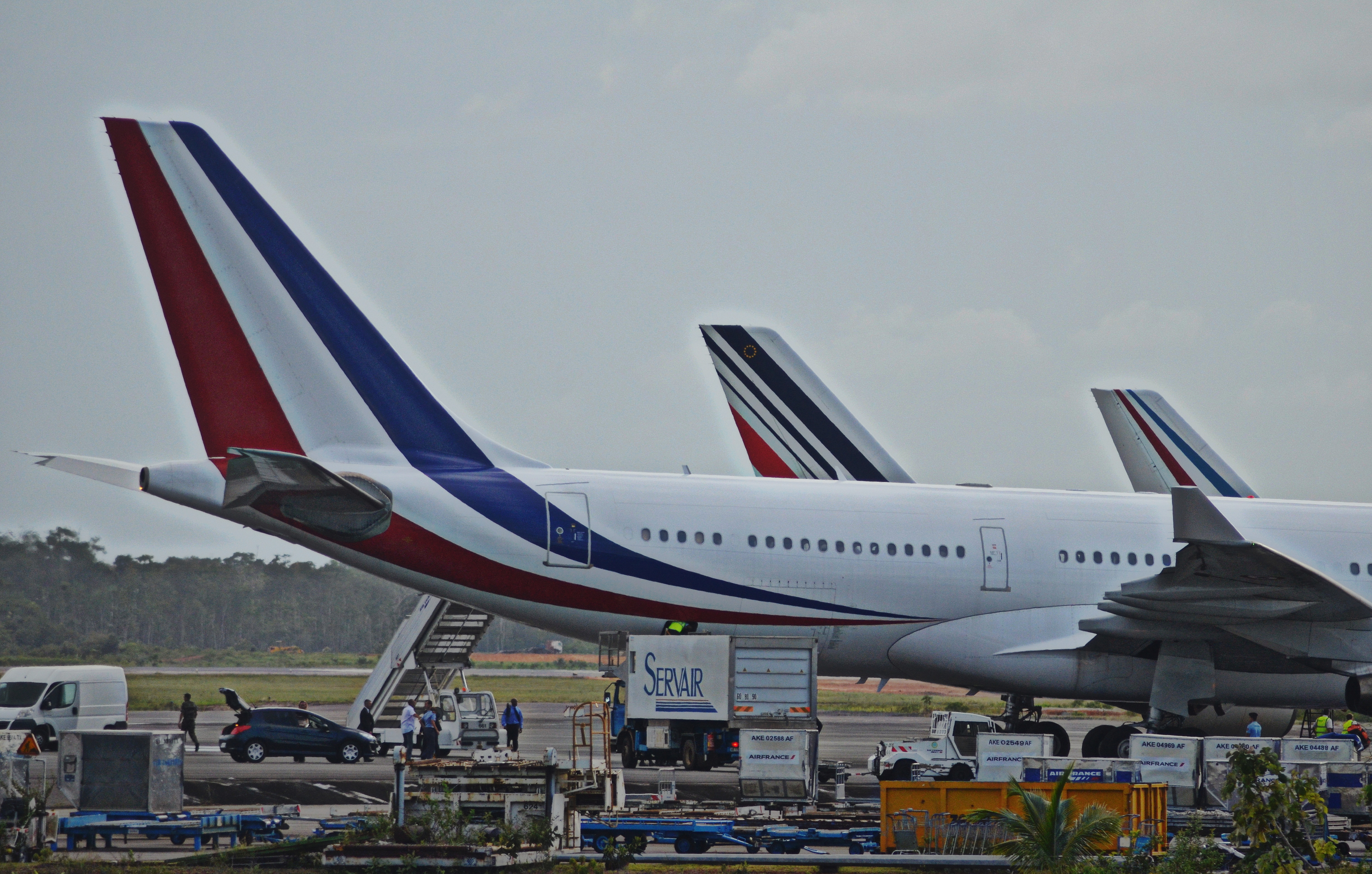
Le drapeau tricolore peint sur la dérive et la partie arrière du fuselage de l'appareil présidentiel.

Les armoiries de la présidence de la République pour la première fois présentes sur un avion présidentiel avec l'A330-200.

Les deux Falcon 7X et l'Airbus A330-200 arborent la livrée officielle des avions nouveaux de la flotte républicaine. 
Dans celle-ci, le drapeau tricolore est peint sur l'intégralité de la dérive de l'appareil, se prolongeant de façon oblique vers le bas du fuselage, en direction des réacteurs. Un drapeau français, plus petit, est aussi présent à côté de la porte principale empruntée par le chef de l'État (porte sur laquelle sont présentes les armoiries de la République, concernant l'Airbus) et la cocarde tricolore, symbole de l'Armée de l'air, sur et sous les ailes. Enfin, « République française » est peint le long du fuselage, sur une ligne (Falcon 7X) ou deux (A330-200).
Sobre, cette livrée se veut incarner les couleurs du pays mais aussi permettre une identification immédiate et rapide de l'appareil sur un parking d'aéroport.